# Parti communiste guadeloupéen
Pour les articles homonymes, voir PCG.
 (août 2021).
Si vous disposez d'ouvrages ou d'articles de référence ou si vous connaissez des sites web de qualité traitant du thème abordé ici, merci de compléter l'article en donnant les références utiles à sa vérifiabilité et en les liant à la section « Notes et références ».
Le Parti communiste guadeloupéen (PCG) est un parti politique communiste, fondé le 30 mars 1958 à Capesterre-Belle-Eau.

## Histoire

### Avant 1958
D'avril 1944 à mars 1958, les communistes guadeloupéens étaient membres du Parti communiste français (PCF) en tant que fédération. Ils eurent alors deux députés : le médecin Rosan Girard et l'avocate Gerty Archimède, première femme noire à l'Assemblée nationale (de 1945 à 1956).

### Création
Sa création fait suite aux revendications autonomistes des fédérations des DOM-TOM du PCF. La fédération de Guadeloupe devient indépendante mais reste très fortement liée au PCF (ses élus nationaux siégeant dans le même groupe).

### Liste des secrétaires généraux
| Années                             | Nom                | Fonction principale                                    |
| ---------------------------------- | ------------------ | ------------------------------------------------------ |
| 30 mars 1958 - 20 décembre 1964    | Rosan Girard       | Médecin Maire du Moule                                 |
| 20 décembre 1964 - 3 décembre 1969 | Évremont Gène      | Conducteur de travaux Rédacteur en chef de l'Étincelle |
| 10 décembre 1969 - 13 mars 1988    | Guy Daninthe       | Avocat Directeur de Cabinet.                           |
| 13 mars 1988 - 10 février 2008     | Christian Céleste  | Employé                                                |
| 10 février 2008 - en cours         | Félix Alain Flémin |                                                        |

## Ligne politique
Ce parti défend une ligne autonomiste. Sans appeler à rompre complètement les liens avec la France, il estime que l'intérêt de la Guadeloupe réside dans une plus grande marge de manœuvre dans la manière de conduire les politiques publiques locales. Il demande ainsi à sortir du cadre du droit commun français et européen.

## Élus

### Élus nationaux
Le PCG a compté dans son histoire trois députés à l'Assemblée nationale. 
Le pharmacien Paul Lacavé (de 1967 à 1973), l'avocat et cofondateur en 1944 du Mouvement communiste à la Guadeloupe Hégésippe Ibéné (de 1973 à 1978) et le professeur de lettres Ernest Moutoussamy de 1981 à 1991 (rejoint le PPDG). Ainsi que 2 sénateurs, Marcel Gargar de 1968 à 1986 et Henri Bangou de 1986 à 1991 (rejoint le PPDG).

### Élus locaux
Marcel Gargar a dirigé le Conseil régional de la Guadeloupe de 1982 à 1983.
Le parti ne dirige plus (en 2017) que la commune de Port-Louis. 
Mais 14 autres communes ont eu un maire PCG, dont la préfecture Basse-Terre de 1971 à 1991 (Jérôme Cléry) et la sous-préfecture Pointe-à-Pitre avec Henri Bangou de 1965 à 1991. Les deux rejoignant le PPDG en 1991.
Le parti ne dispose plus d'élus aux instances locales depuis 2015. Aux élections départementales, le parti a perdu ses deux  sièges au conseil départemental, détenus par Jacques Kancel (Sainte-Anne) et Florent Mitel (Petit-Canal). De même, aux élections régionales, le parti se présente seul et n'obtient que 1 297 voix (0.92%), aucun élu. Jacques Kancel élu sortant ayant été élu sur la liste d'Éric Jalton en 2010.

## Résultats électoraux

### Élections législatives
| Année | 1er tour            | 1er tour            | 2d tour             | 2d tour             | Sièges              | Rang                |
| Année | Voix                | %                   | Voix                | %                   | Sièges              | Rang                |
| ----- | ------------------- | ------------------- | ------------------- | ------------------- | ------------------- | ------------------- |
| 1958  | 20 525              | 30,19               | 26 841              | 35,89               | 0 / 3               | 1er                 |
| 1962  | 22 912              | 36,90               | 19 798              | 41,49               | 0 / 3               | 1er                 |
| 1967  | 21 387              | 37,80               | 34 481              | 46,72               | 1 / 3               | 1er                 |
| 1968  | 21 100              | 38,74               | 32 471              | 46,03               | 1 / 3               | 1er                 |
| 1973  | 26 818              | 40,05               | 37 273              | 45,11               | 0 / 3               | 1er                 |
| 1978  | 12 749              | 18,71               | 13 004              | 14,98               | 0 / 3               | 3e                  |
| 1981  | 10 682              | 25,76               | 21 314              | 35,81               | 1 / 3               | 1er                 |
| 1986  | 18 870              | 23,52               |                     |                     | 1 / 4               | 3e                  |
| 1988  | 15 193              | 27,34               | 18 970              | 26,45               | 1 / 4               | 2e                  |
| 1993  | 7 936               | 7,83                | 12 651              | 16,28               | 0 / 4               | 6e                  |
| 1997  | 8 171               | 8,36                |                     |                     | 0 / 4               | 7e                  |
| 2002  | 5 952               | 3,58                |                     |                     | 0 / 4               | 7e                  |
| 2007  | 707                 | 0,74                |                     |                     | 0 / 4               | 12e                 |
| 2012  | Absence de candidat | Absence de candidat | Absence de candidat | Absence de candidat | Absence de candidat | Absence de candidat |
| 2017  | 1 611               | 2,16                |                     |                     | 0 / 4               | 9e                  |
| 2022  | 389                 | 0,52                |                     |                     | 0 / 4               | 18e                 |